# Крепс, Евгений Михайлович
Евге́ний Миха́йлович Крепс (1899—1985) — советский учёный-физиолог. Академик АН СССР (1966). Герой Социалистического Труда.

## Биография
Родился 19 апреля (1 мая) 1899 года в Санкт-Петербурге в семье известного врача-уролога Михаила Львовича Крепса (1864—1954).
Брат — Герман Михайлович Крепс, геоботаник, зоолог, этнограф и путешественник.
В 1916 году с отличием окончил Тенишевское училище (учился в одном классе с В.Набоковым и Е.Мандельштамом). В 1917 году поступил в Военно-медицинскую академию и по окончании её был оставлен на кафедре физиологии, руководимой академиком И. П. Павловым, для подготовки к профессорской деятельности. При содействии И. П. Павлова опубликовал свою первую научную работу. В течение двух лет был ассистентом у профессора И. И. Жукова на кафедре физиологической и коллоидной химии Петроградского университета. Спустя два года его назначили младшим преподавателем кафедры физиологии Военно-медицинской академии, а спустя ещё два года он стал старшим преподавателем.
С 1923 года работал на Мурманской биологической станции в Александровске (Полярное), с 1931 года возглавлял её. Организовал на станции лабораторию сравнительной физиологии, стала первой в стране северной базой для исследований по этому направлению. Лаборатория под его руководством занималась изучением нервной деятельности низших организмов; проводились работы по изучению условных рефлексов у беспозвоночных, влиянии факторов окружающей среды на функции организмов, изучался биохимический состав морской воды и внутренней среды организмов морских животных. Под руководством ученого были определены данные о гидрохимических свойствах морской воды и круговороте в ней биогенных элементов (результаты этого исследования были включены в руководства по океанологии).
Участвовал во многих научных экспедициях, в 1930—1931 годах был в научной командировке в Англии и Норвегии, работал в различных физиологических лабораториях.

Могила Е. М. Крепса на Богословском кладбище Санкт-Петербурга

В 1933 году после закрытия Мурманской станции (это было связано с решением создать на ее месте Военно-морскую базу Северного флота) перешёл на работу к Л. А. Орбели в отдел эволюционной физиологии в Институт экспериментальной медицины, с 1934 по 1936 годы — заведующий лабораторией. Затем открыл лабораторию сравнительной физиологии и биохимии на Севастопольской биологической станции, которая проработала до Великой Отечественной войны.
В 1934 году, когда в СССР вновь были введены ученые степени, ему, одному из первых и без защиты диссертации, по совокупности работ, Президиумом АН СССР была присвоена степень доктора биологических наук.
В 1934—1937 годах был профессором ЛГУ. В Институте физиологии работал с 1935 года. Работал в аварийно-спасательной комиссии Военно-морского флота, где под его руководством в эти годы проводились исследования по физиологии, связанные с погружением на различные глубины в море.
В апреле 1937 года был арестован по ложному обвинению, постановлением Особого совещания при НКВД СССР осужден на 5 лет лагерей и сослан на Колыму, где находился до 1940 года. Этап шел через Владивосток, и в 1938 году Е. М. Крепс некоторое время был в лагере в одном бараке с О.Мандельштамом на Второй Речке.
В 1939—1940 гг. Л. А. Орбели добился приема у В. М. Молотова и убедил его распорядиться о пересмотре дела Е.Крепса. Ученый был освобожден по пересмотру дела «ввиду отсутствия состава преступления». Поскольку он имел ограничения в правах на проживание в шести крупных городах страны, то в 1940—1941 годах жил и работал в Луге. Сразу же вернулся к научной работе, был принят на должность научного сотрудника в Институт физиологии, хотя вплоть до 1943 года имел ограничения в месте жительства.
С 1960 по 1975 годы — директор Института эволюционной физиологии и биохимии имени И. М. Сеченова, с 1960 по 1985 год был в нём заведующим лабораторией нейрохимии. В 1965 году организовал издание «Журнала эволюционной биохимии и физиологии» и был в нём главным редактором.
В 1967—1975 годах — академик-секретарь Отделения физиологии АН СССР. Участвовал в океанологических экспедициях на кораблях «Витязь» (1957—1958 и 1959-60), «Академик Курчатов» (1973) и других экспедициях.
Скончался 4 октября 1985 года в Ялте. Похоронен в Ленинграде на Богословском кладбище, на площадке военно-медицинской академии. В 1985 году ему посмертно была присуждена Государственная премия СССР.
Жена — Елена Юрьевна Ченыкаева (1910—1987), биолог.

## Научная работа
Его научные работы были посвящены проблемам сравнительной физиологии и биохимии нервной системы и мышц, а также изучению дыхательной функции крови. Установил факт регуляции активности ферментов со стороны центральной нервной системы. Исследовал явление гипоксии; участвовал в создании оксигемометра и оксигемографа — приборов для непрерывного и бескровного определения насыщения крови кислородом. Был руководителем работами по исследованию особенностей физиологии труда водолазов и работами по химии моря. Создал методы, позволяющие выявить связь между эволюцией морских животных и эволюцией животного мира вообще.

## Награды и премии
- Герой Социалистического Труда (13.03.1969)[8][9].
- 3 ордена Ленина (27.03.1954; 13.03.1969; 17.09.1975).
- Орден Трудового Красного Знамени (10.06.1945).
- Государственная премия СССР (1985, посмертно) — за цикл работ «Структура и функции липидов» (1965—1983).
- Золотая медаль имени И. П. Павлова (1982) — за цикл работ по эволюционной физиологии и биохимии нервной системы, включая монографию «Липиды клеточных мембран».
- Премия имени Л. А. Орбели (1971)
- Почётный член Чехословацкого медицинского общества им. Я. Пуркине.
- Медаль имени Я. Пуркине Чехословацкого медицинского общества.

## Основные публикации
- Крепс Е. М. На «Витязе» к островам Тихого океана. — М.: Географгиз, 1959. — 176, [32] с. — (Путешествия. Приключения. Фантастика). — 100 000 экз.
- Крепс Е. М. «Витязь» в Индийском океане. — М.: Географгиз, 1963. — 280, [32] с. — (Путешествия. Приключения. Фантастика). — 75 000 экз.
- Крепс Е. М. Последняя экспедиция «Витязя». — М.: Мысль, 1983. — 112, [16] с. — 60 000 экз.